# 497 v. Chr.
Portal Geschichte | Portal Biografien | Aktuelle Ereignisse | Jahreskalender | Tagesartikel

◄ |
6. Jahrhundert v. Chr. |
5. Jahrhundert v. Chr. |
4. Jahrhundert v. Chr. |
►

◄ | 510er v. Chr. | 500er v. Chr. | 490er v. Chr. | 480er v. Chr. |
470er v. Chr. |
►

◄◄ | ◄ | 500 v. Chr. | 499 v. Chr. | 498 v. Chr. | 497 v. Chr. |
496 v. Chr. |
495 v. Chr. |
494 v. Chr. |
► |
►►
Die überlegene Militärmacht des Perserreichs beginnt sich im Jahr 497 v. Chr. langsam durchzusetzen und den Ionischen Aufstand zurückzudrängen. Zypern wird zurückerobert und auch auf dem kleinasiatischen Festland erleiden die Aufständischen zunehmend Niederlagen. Aristagoras, Tyrann von Milet und Initiator des Aufstandes, kommt auf der Flucht bei einem kleineren Gefecht ums Leben.

## Ereignisse

### Politik und Weltgeschehen

#### Römische Republik
Aulus Sempronius Atratinus und Marcus Minucius Augurinus sind nach der Legende Konsuln der frühen Römischen Republik. Aus diesem Konsulat berichten die römischen Geschichtsschreiber Titus Livius und Dionysios von Halikarnassos die Weihung eines Tempels des Gottes Saturnus am Forum Romanum und die damit zusammenhängende Stiftung der Saturnalien. (Die Angaben über das Gründungsdatum des Tempels reichen von 501 bis 497 v. Chr.)

#### Perserreich

Karte zum ionischen Aufstand

Die militärische Überlegenheit des Perserreiches beginnt nach drei Jahren Wirkung zu zeigen. Unter dem Feldherren Harpagos wird der Ionische Aufstand in Kleinasien immer weiter zurückgedrängt. Die Insel Zypern, die sich den Aufständischen angeschlossen hat, wird wieder unter die Kontrolle der Achämeniden gebracht. Auch die von den Ioniern eroberte Regionalhauptstadt Sardis wird zurückerobert und der Satrap Artaphernes befreit, der sich mit einer kleinen Garnison in der Burg verschanzt hat. Anschließend nimmt dieser an der persischen Gegenoffensive teil und erobert Klazomenai und Kyme, wodurch sich Aristagoras, der Initiator des Aufstandes, zur Flucht aus Milet nach Thrakien genötigt sieht. Er kommt dort bei einem kleineren Gefecht ums Leben, wodurch der Aufstand seiner Führungsfigur beraubt wird.

#### China
Unter König Jing aus der Östlichen Zhou-Dynastie wird die chinesische Stadt Taiyuan unter dem Namen Jìnyáng gegründet.

Die chinesischen Staaten zur Zeit der Frühlings- und Herbstannalen

Der bisherige stellvertretende Kanzler Konfuzius verlässt wegen inhaltlicher Differenzen mit Herzog Ding Gong den Staat Lu und begibt sich auf eine 13-jährige Wanderschaft durch die kleineren und größeren Territorialfürstentümer der Zeit der Frühlings- und Herbstannalen.

## Geboren

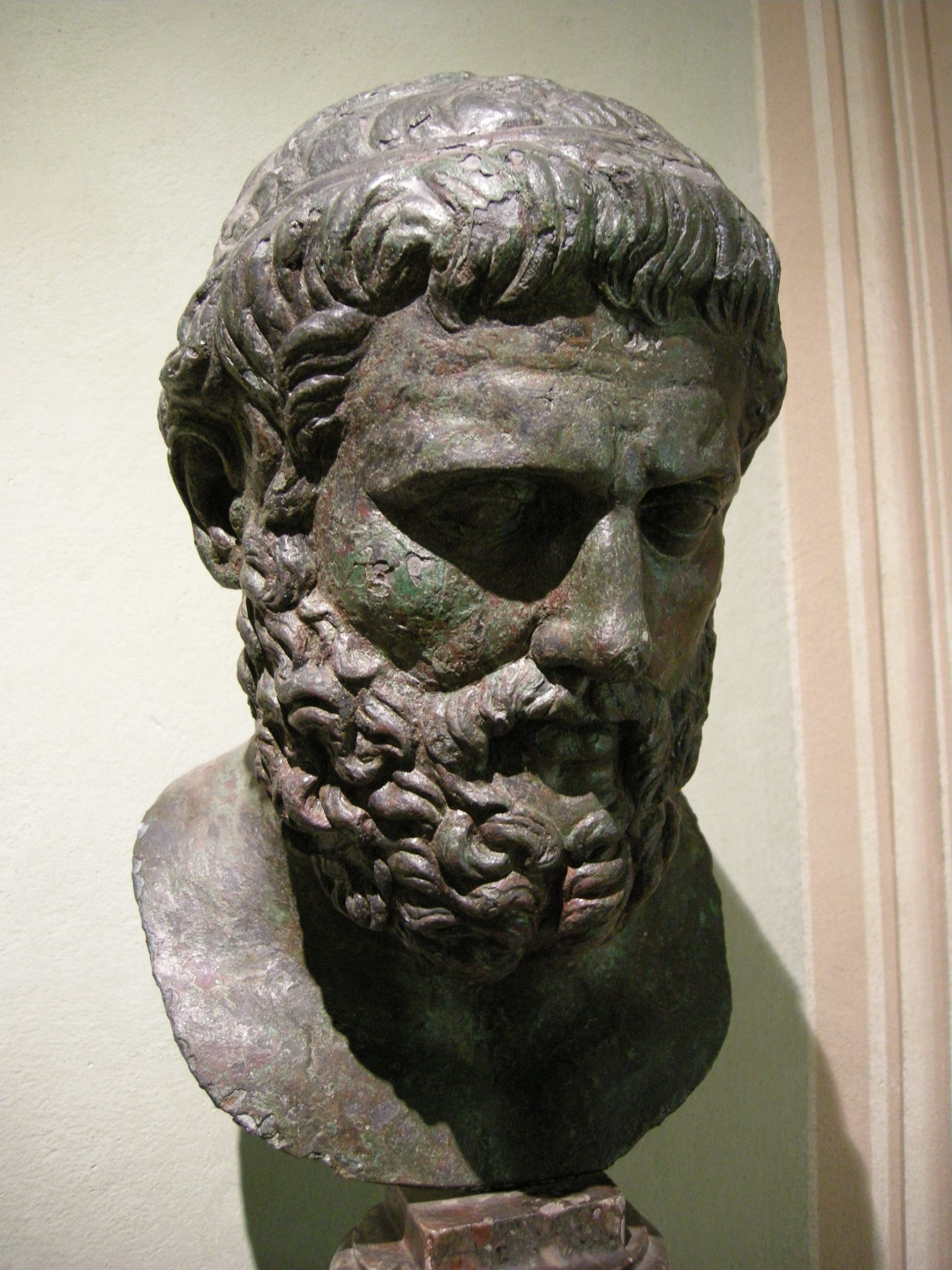
Büste des Sophokles

- 497 oder 496 v. Chr.: Sophokles, antiker griechischer Tragödiendichter, geboren in Kolonos, († 406/405 v. Chr.)
- um 599 oder 497 v. Chr.: Mahavira, indischer Religionsgründer des Jainismus († um 527 v. Chr./425 v. Chr.)

## Gestorben
- Aristagoras, Tyrann von Milet, Initiator des Ionischen Aufstands, in Thrakien in der Schlacht gefallen

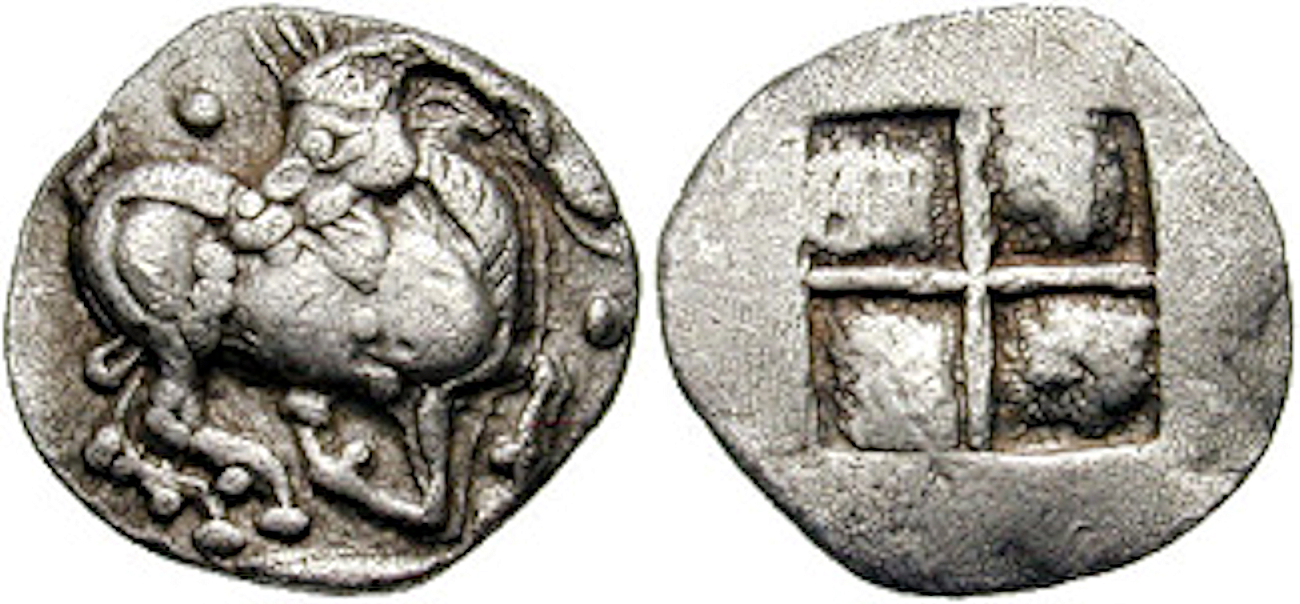
Münze des Amyntas

- 498/497 v. Chr.: Amyntas I., König von Makedonien